# Walimek
Walimek – kolonia w Polsce położona w województwie mazowieckim, w powiecie łosickim, w gminie Stara Kornica.
Wierni Kościoła rzymskokatolickiego należą do parafii św. Elżbiety Węgierskiej w Konstantynowie.
W latach 1975–1998 miejscowość należała administracyjnie do województwa bialskopodlaskiego.